# Eucryphiaceae
Eucryphiaceae é uma família de plantas dicotiledóneas.
São árvores e arbustos das regiões temperadas, do Chile e da Austrália.
No sistema APG II esta família não existe. O género Eucryphia é colocado na família Cunoniaceae.

## Lista de géneros
- Segundo Watson & Dallwitz, ela compreende 5 espécies repartidas num único género, Eucryphia Cav.